# Gallet et Itasse
Gallet et Itasse war ein französischer Hersteller von Automobilen.

## Unternehmensgeschichte
Die Herren Gallet und G. Itasse gründeten 1900 das Unternehmen in Boulogne-Billancourt und begannen mit der Produktion von Automobilen. Der Markenname lautete Gallet et Itasse, seltener auch Gazelle. Anfang 1901 verließ der Geldgeber Gallet das Unternehmen. Im gleichen Jahr endete die Produktion.

## Fahrzeuge
Zunächst gab es das Modell 2 ¼ CV mit einem Einbaumotor von De Dion-Bouton. 1901 folgte ein Modell mit Motor von Aster und Kettenantrieb.